# Kolegium Ekonomiczno-Społeczne Szkoły Głównej Handlowej w Warszawie
Kolegium Ekonomiczno-Społeczne (KES) – jedno z pięciu kolegiów Szkoły Głównej Handlowej w Warszawie.
KES jest spadkobiercą dawnego Wydziału Ekonomiczno-Społecznego Szkoły Głównej Planowania i Statystyki, który został utworzony w 1968 r., jako piąty wydział SGPiS. Powstało na jego bazie w 1993 r., wraz z reformą Szkoły Głównej Handlowej, tworzącej z niej uczelnię bezwydziałową i powierzającej sprawy nauki strukturom kolegialnym, które zrzeszają katedry i instytuty.

## Geneza i utworzenie Wydziału Ekonomiczno-Społecznego
Projekt utworzenia piątego wydziału SGPiS (obok istniejących wydziałów: Finansów i Statystyki, Handlu, Handlu Zagranicznego i Ekonomiki Produkcji) pojawił się już u schyłku lat pięćdziesiątych XX w., gdy rektorem był prof. Andrzej Grodek. Dążono wówczas do zagwarantowania akademickiego charakteru uczelni oraz zwiększenia znaczenia dyscyplin humanistycznych i społecznych. Zadania te miał początkowo spełniać reaktywowany w marcu 1957 r. Instytut Gospodarstwa Społecznego, działający w swoim nowym wcieleniu jako instytut ogólnouczelniany, będący federacją katedr zainteresowanych badaniami o profilu społecznym. Wiodącą rolę w jego obrębie odgrywała Katedra Polityki Społecznej, funkcjonująca jednocześnie w strukturach Wydziału Ekonomiki Produkcji. Kierowana była przez dyrektora Instytutu Gospodarstwa Społecznego, prof. Edwarda Strzeleckiego. Właśnie jemu przypisuje się główny wkład w koncepcję powołania piątego wydziału SGPiS. Po jego przejściu na emeryturę w 1964 r., kierownictwo Katedry Polityki Społecznej przejął Antoni Rajkiewicz, późniejszy pierwszy dziekan Wydziału Ekonomiczno-Społecznego i inicjator podjęcia rozmów z kierownictwem resortu Oświaty i Szkolnictwa Wyższego na temat utworzenia nowego wydziału. Dyrektorem IGS został wtedy prof. Adam Andrzejewski, drugi z twórców koncepcji piątego wydziału.
Ostateczną koncepcję reformy uczelni opracowała Senacka Komisja ds. Kadry Naukowej. Senat SGPiS zatwierdził ją 29.06.1967. W jej myśl powoływano Wydział Ekonomiczno-Społeczny i 5 instytutów wydziałowych. Przy Wydziale Ekonomiczno-Społecznym funkcję instytutu wydziałowego miał spełniać Instytut Gospodarstwa Społecznego, pozbawiony tym samym statusu instytutu ogólnouczelnianego.
Ostatecznie rozporządzenie Ministra Oświaty i Szkolnictwa Wyższego, powołujące Wydział Ekonomiczno-Społeczny z dniem 1.05.1968, ukazało się 30.03.1968. Ostatecznie w skład wydziału weszły Instytut Gospodarstwa Społecznego, Katedra Ekonomiki Pracy, Katedra Gospodarki Miejskiej, Katedra Polityki Mieszkaniowej, Katedra Polityki Społecznej, Katedra Socjologii Pracy, Katedra Filozofii, Katedra Pedagogiki, Katedra Ekonomii Politycznej (utworzona z części dawnej Katedry Ekonomii Politycznej działającej na Wydziale Handlu Zagranicznego) i utworzona od podstaw Katedra Planowania Regionalnego. Pierwszym dziekanem został doc. dr hab. Antoni Rajkiewicz, wcześniej będący pełnomocnikiem rektora ds. organizacji Wydziału Ekonomiczno-Społecznego, powołany przez Rektora SGPiS na to stanowisko jako pełniący obowiązki od 28.06.1968.
Ze względu na koincydencję powołania wydziału przez ministra Henryka Jabłońskiego z rozporządzeniami będącymi represaliami po wypadkach marcowych, dosyć często w późniejszych enuncjacjach traktowano je jako część akcji odwetowej władz, co nie znajduje potwierdzenia w dostępnym materiale źródłowym. Powiązaniu powołania wydziału z represjami sprzyjało też przeniesienie do nowo utworzonej Katedry Ekonomii Politycznej części później represjonowanych profesorów (Kazimierz Łaski, Michał Kalecki). Nie da się jednak pominąć faktu, że część pracowników nowo powstałego wydziału podlegało represjom, a utrzymująca się zła atmosfera i niemożność prowadzenia samodzielnej polityki personalnej doprowadziła wiosną 1969 r. do rezygnacji Antoniego Rajkiewicza z pełnienia funkcji dziekańskiej.

## Działalność Wydziału Ekonomiczno-Społecznego w latach 1968–1980
W opisywanym okresie dziekanami byli kolejno: specjalista od polityki społecznej Antoni Rajkiewicz, historyk myśli ekonomicznej Witold Sierpiński, ekonomista Zygmunt Bosiakowski (ci dwaj nie ukończyli swoich kadencji ze względu na objęcie funkcji I Sekretarza Komitetu Uczelnianego PZPR), ekonomista Mieczysław Nasiłowski i socjolog Leszek Gilejko.
Dwie kolejne reformy, scalające jednostki wewnętrzne SGPiS i zmierzające do zastąpienia wyspecjalizowanych katedr dużymi instytutami, zdolnymi do koncentracji badań na pożądanych przez władze kierunkach, przeprowadzone w latach 1972 i 1977 znacząco zmieniły strukturę wewnętrzną Wydziału Ekonomiczno-Społecznego. Do tego dochodziły dość istotne przemieszczenia jednostek pomiędzy wydziałami. W ramach skomasowanych instytutów jednak dość szybko zaczęto tworzyć zakłady, mniej więcej odzwierciedlające dawną strukturę katedralną. Na początku lat osiemdziesiątych w skład wydziału wchodziły: Instytut Gospodarki Miejskiej i Polityki Mieszkaniowej, Instytut Nauk Politycznych i Filozofii, Instytut Polityki Społecznej i Ekonomiki Pracy oraz wchodzące dodatkowo w skład uczelnianego Instytutu Ekonomii Politycznej: Zakład Ekonomii Politycznej, Zakład Historii Gospodarczej i Zakład Planowania i Polityki Ekonomicznej.
Od początku swego istnienia Wydział Ekonomiczno-Społeczny nastawiony był na kształcenie studenta zdającego sobie sprawę ze społecznych konsekwencji gospodarowania i polityki gospodarczej państwa, jak też przygotowanego do pracy w zakresie realizacji szeroko pojmowanej polityki społecznej. Uwzględniał to program kształcenia, charakteryzujący się sporą interdyscyplinarnością jak na ówczesne warunki. W pierwszym roku istnienia wydziału studenci mieli do wyboru 2 kierunki: Ekonomikę pracy i politykę społeczną oraz Gospodarkę miejską.
Zasadniczą zmianą było wprowadzenie reformy studiów w 1973 r., która ustanawiała na wydziale jeden kierunek studiów – Ekonomiczno-społeczny, a w jego obrębie 3 specjalności: Ekonomikę pracy i politykę społeczną, Gospodarkę miejską oraz Teorię ekonomii. Wydział stopniowo zwiększał liczbę chętnych do podjęcia studiów, niemniej relatywnie większy sukces odniesiono w zakresie studiów zaocznych, niż studiów dziennych, gdzie pozostawano w tyle za pozostałymi wydziałami SGPiS. Dodatkowo uruchomiono też szereg studiów podyplomowych. W sumie do końca lat siedemdziesiątych wydział wypromował 2608 absolwentów – 1363 na studiach dziennych, 837 na studiach zaocznych zawodowych, 331 na studiach zaocznych magisterskich i 77 na studiach eksternistycznych.
W opisywanym okresie znaczący był rozwój kadr naukowych wydziału, który prawa do nadawania stopnia doktora uzyskał w czerwcu 1969 r., a do nadawania stopnia doktora habilitowanego we wrześniu 1972 r. Szczególnie widoczne było to we wzroście liczby adiunktów – z 26 w 1976 do 51 w 1980 r. Dodatkowo stopnie naukowe nadawano osobom z zewnątrz (w tym wielu cudzoziemcom, głównie z krajów III świata). Łącznie do 1980 r. odbyło się 18 kolokwiów habilitacyjnych i 140 obron prac doktorskich.
W 1973 r. Wydział Ekonomiczno-Społeczny przeniósł się z Gmachu Głównego SGPiS do budynku po zlikwidowanej Szkole Podstawowej nr 212 przy ul. Wiśniowej 41, będącego do dziś siedzibą Kolegium Ekonomiczno-Społecznego.

## Wydział Ekonomiczno-Społeczny w latach 1980–1993
Niewątpliwie cezurę w dziejach Wydziału Ekonomiczno-Społecznego stanowiło powstanie „Solidarności” i konsekwencje jakie niosło dla funkcjonowania wydziału i całej SGPiS. Od początku wydział wyróżniał się silną aktywnością nowego związku zawodowego wśród pracowników. Przewodniczącym „Solidarności” na wydziale był dr Wojciech Roszkowski, reprezentantami w uczelnianej Komisji Zakładowej byli mgr Wojciech Morawski (obaj z Zakładu Historii Gospodarczej w Instytucie Ekonomii Politycznej) i mgr Anna Skoczylas-Żuk z Zakładu Filozofii w Instytucie Nauk Politycznych i Filozofii. Ważnymi działaczami byli Ewa Chmielecka, Kazimierz Kloc, Włodzimierz Marciniak, Wiktor Ross i Adam Glapiński. Wśród studentów wyróżniali się działacze NZS Paweł Wilmański i Zbigniew Stawrowski. Ten drugi był reprezentantem uczelnianego NZS w relacjach zewnętrznych. Wraz z innym studentem Wydziału Ekonomiczno-Społecznego, Włodzimierzem Koconiem, brał udział w opracowaniu, we współpracy innymi studentami i pracownikami naukowymi (m.in. Wojciech Morawski, Jerzy Zdrzałka, Wojciech Roszkowski, Tomasz Szapiro, Urszula Grzelońska) koncepcji tzw. „szóstego wydziału” pozwalającego uzupełnić wiedzę o problematykę pomijaną w nadmiernie „uzawodowionym” programie studiów. Przede wszystkim jednak na wydziale doszło do wyboru dziekana z poparcia „Solidarności”. Był nim dotychczasowy prodziekan, doc. Janusz Kaliński, który w demokratycznych wyborach w maju 1981 r. pokonał dotychczasowego dziekana, prof. Leszka Gilejkę.
Choć nowy dziekan sprawował swoją funkcję jedynie od września 1981 r. do stycznia 1982 r., to w tym czasie przywrócono strukturę katedralną wydziału oraz wprowadzono tzw. system modułowy nauczania, pozwalający studentom na częściowo samodzielne kształtowanie ścieżki studiów. W skład wydziału, po reformie zaaprobowanej 14.10.1981 przez Senat SGPiS, wchodziły odtąd: Instytut Gospodarki Miejskiej i Polityki Mieszkaniowej, Katedra Socjologii Pracy, Polityki Społecznej i Zatrudnienia, Katedra Ekonomiki Pracy, Katedra Turystyki, Zakład Demografii Społeczno-Ekonomicznej (w 1984 r. przekształcony w Katedrę Demografii Społeczno-Ekonomicznej), Katedra Filozofii, Katedra Socjologii i Politologii, Katedra Ekonomii Politycznej przy Wydziale Ekonomiczno-Społecznym, Katedra Planowania i Polityki Ekonomicznej, Katedra Historii Gospodarczej i Społecznej.
W warunkach stanu wojennego doszło 22.01.1982 do odwołania przez rektora, prof. Stanisława Nowackiego, prodziekana dr Adama Pawłowskiego oraz pełnomocników dziekana, dr Mieczysława Groszka i Kazimierza Makowskiego. Pociągnęło to za sobą 25.01.1982 r. złożenie dymisji przez dziekana Kalińskiego.
W takich warunkach niewdzięcznej roli przeprowadzenia wydziału przez ciężkie czasy podjął się doc. Adam Kurzynowski, zastrzegając przy tym, że obejmuje funkcję dziekana w drodze odgórnej nominacji tylko do przypadającego na 1984 r. końca kadencji. Koncyliacyjna postawa nowego dziekana i chęć ochrony podległych mu pracowników spowodowały, że oficjalne represje wobec środowiska wydziału były minimalne.
Następczynią doc. Kurzynowskiego na stanowisku dziekana była prof. Alicja Sajkiewicz, sprawująca tę funkcję do 1990 r. W tym czasie jedyny raz w całej historii wydziału, jego przedstawiciel sprawował funkcję rektora. Był nim były dziekan, prof. Zygmunt Bosiakowski, będący na tym stanowisku w latach 1983–1990. Warto dodać, że drugi z byłych dziekanów Wydziału Ekonomiczno-Społecznego, doc. Adam Kurzynowski, pełnił przy nim funkcję prorektora ds. badań naukowych w latach 1987–1990.
Wraz z przemianami systemowymi w Polsce doszło do istotnych zmian także w funkcjonowaniu uczelni i wydziału, będące pokłosiem zwycięstwa w wyborach rektorskich z listopada 1990 r. przez kandydata środowisk „Solidarności” i NZS, prof. Aleksandra Müllera. Pociągnęło to za sobą powrót do przedwojennej nazwy SGH na mocy ustawy Sejmu z 5.04.1991 r., jak też radykalną reformę struktury i programu nauczania. Odpowiadał za nią wywodzący się z Wydziału Ekonomiczno-Społecznego prorektor ds. badań naukowych i reformy Szkoły, doc. Wojciech Roszkowski. Zapleczem intelektualnym reformy był Ośrodek Rozwoju Studiów Ekonomicznych, kierowany przez dr Ewę Chmielecką z Katedry Filozofii.
Wybory dziekańskie na wydziale wygrał solidarnościowy dziekan z 1981 r. doc. Janusz Kaliński. Sprawował swoją funkcję do lutego 1993 r., kiedy to Wydział Ekonomiczno-Społeczny został przekształcony w Kolegium Ekonomiczno-Społeczne wskutek wspomnianej wyżej reformy uczelni.
Na zakończenie istnienia Wydziału Ekonomiczno-Społecznego wchodziło w jego skład 11 katedr: Katedra Filozofii, Katedra Gospodarowania Zasobami Pracy, Katedra Historii Gospodarczej i Społecznej, Katedra Historii Myśli Ekonomicznej, Katedra Samorządu Terytorialnego i Gospodarki Lokalnej, Katedra Skarbowości, Katedra Socjologii, Katedra Socjologii Pracy, Polityki Społecznej i Zatrudnienia, Katedra Studiów Politycznych, Katedra Teorii Systemów Ekonomicznych i Katedra Turystyki. Zatrudnienie w nich znalazło łącznie 112 nauczycieli akademickich, w tym m.in. 13 profesorów tytularnych, 8 profesorów SGH, 4 docentów i 66 adiunktów.
W latach 1981–1990 wydział wypromował 1436 absolwentów studiów dziennych, 333 absolwentów zaocznych studiów magisterskich (do 1988 r.), 430 absolwentów zaocznych studiów zawodowych. Wzrosła więc rola kształcenia w trybie dziennym kosztem trybu zaocznego.
W okresie 1981–1993 obroniono ogółem na Wydziale Ekonomiczno-Społecznym 118 prac doktorskich oraz 38 rozpraw habilitacyjnych. W zakresie tych pierwszych Wydział przez większość wzmiankowanego okresu zajmował pierwszą pozycję w całej uczelni.

## Powstanie i funkcjonowanie Kolegium Ekonomiczno-Społecznego (od 1993)
Utworzenie Kolegium Ekonomiczno-Społecznego w oparciu o Wydział Ekonomiczno-Społeczny wiązało się z przeniesieniem administrowania procesem kształcenia na poziom uczelni, jak też z kolejnymi zmianami struktury wewnętrznej. W skład Kolegium weszły Katedra Teorii Systemów Ekonomicznych, Katedra Historii Myśli Ekonomicznej, Katedra Skarbowości, Katedra Historii Gospodarczej i Społecznej, Katedra Studiów Politycznych, Katedra Socjologii, Katedra Socjologii Pracy, Polityki Społecznej i Zatrudnienia, Katedra Samorządu Terytorialnego i Gospodarki Lokalnej, Katedra Filozofii, Instytut Gospodarstwa Społecznego (wracający po 21 latach pełnienia funkcji instytutu ogólnouczelnianego) oraz Instytut Gospodarki Krajów Rozwijających się (wkrótce przemianowany na Instytut Studiów Międzynarodowych).
Pierwszym dziekanem Kolegium został ponownie prof. Janusz Kaliński, który pełnił tę funkcję do 1999 r.
W związku z reorganizacją procesu dydaktycznego w zmienionej strukturze uczelni znikł sztywny związek między jednostkami organizacyjnymi, a kierunkami studiów. W przypadku pracowników Kolegium Ekonomiczno-Społecznego można powiedzieć, że w okresie przed wejściem w życie procesu bolońskiego (2006) i wprowadzenia studiów dwustopniowych, silnie reprezentowani byli w przedmiotach obowiązkowych, nauczanych w ramach Studium Podstawowego, obejmującego 3 pierwsze semestry studiów, jak też w przedmiotach z kierunku Międzynarodowe stosunki gospodarcze i polityczne, a od 2000 r. z kierunku Stosunki międzynarodowe (polityczne), później przekształconego w Stosunki międzynarodowe. Natomiast porażką była niska popularność obsadzonego głównie przez pracowników Kolegium kierunku Gospodarka Publiczna. Do znaczącego osłabienia pozycji Kolegium w zakresie dydaktyki doszło natomiast po wprowadzeniu dwustopniowego systemu studiów, kiedy to na studiach licencjackich ograniczono udział przedmiotów podstawowych, by zapewnić w ciągu trzyletnich studiów odpowiednią dawkę przedmiotów zawodowych.

### Studia doktoranckie w Kolegium Ekonomiczno-Społecznym
W związku z procesem likwidacji etatów asystenckich i wprowadzaniem studiów doktoranckich jako podstawowego instrumentu rozwoju młodych kadr naukowych, w 2006 r. uruchomiono Stacjonarne Studia Doktoranckie przy Kolegium Ekonomiczno-Społecznym. Początkowo ich słuchaczami byli dawni asystenci, wkrótce jednak słuchaczy zaczęto rekrutować z naboru zewnętrznego. Wcześniej istniały już 4 toki studiów niestacjonarnych: Studia Doktoranckie o profilu ekonomiczno-społecznym (od 2002), Polsko-Francuskie Europejskie Studia Doktoranckie (od 2002), Zaoczne Studium Doktoranckie Ubezpieczeń i Funduszy Emerytalnych (od 2002), Studia Doktoranckie „Modernizacja struktur społeczno-gospodarczych w Polsce w warunkach członkostwa w Unii Europejskiej (od 2004).

## Dziekani i prodziekani

### Wydział Ekonomiczno-Społeczny

#### Dziekani
- Antoni Rajkiewicz (V 1968 – VIII 1969)
- Witold Sierpiński(inne języki) (VIII 1969 – XI 1971)
- Zygmunt Bosiakowski (XI 1971 – I 1975)
- Mieczysław Nasiłowski (I 1975 – 1978)
- Leszek Gilejko (1978–1981)
- Janusz Kaliński (1981 – I 1982)
- Adam Kurzynowski (II 1982 – 1984)
- Alicja Sajkiewicz (1984–1990)
- Janusz Kaliński (1990–1993)

#### Prodziekani
- Zbigniew Bąblewski (1968–1969)
- Witold Sierpiński(inne języki) (1968–1969, jako p.o.)
- Zygmunt Dziembowski (V 1968 – 1972, 1975, 1984–1990; 1968–1969 jako p.o.)
- Zygmunt Bosiakowski (1969–1971)
- Bogumiła Fotowicz-Kata(inne języki) (1969-1975, 1982–1984)
- Mieczysław Nasiłowski (1972–1975)
- Alicja Sajkiewicz (1972–1978, 1980–1981)
- Adam Kurzynowski (1975-1980)
- Zbigniew Landau (1975–1978)
- Janusz Kaliński (1978–1981)
- Olaf Rogalewski (1978–1981)
- Adam Ginsbert-Gebert (1981–1984)
- Andrzej Pawłowski (1981–1982)
- Mieczysław Groszek (1981–1982; jako pełnomocnik dziekana)
- Kazimierz Makowski (1981–1982; jako pełnomocnik dziekana)
- Jerzy Sierpiński (1982–1984)
- Janusz Witkowski (1984–1987)
- Alojzy Zalewski (1984–1987)
- Andrzej Kostrzewa (1987–1990)
- Jolanta Polakowska-Kujawa(inne języki) (1987–1990)
- Bohdan Jung (1990–1993)
- Włodzimierz Marciniak (1990–1993)
- Stanisław Piwko (1990–1993)

### Kolegium Ekonomiczno-Społeczne

#### Dziekani
- Janusz Kaliński (1993–1999; II-VIII 1993 jako Pełnomocnik ds. Kolegium Ekonomiczno-Społecznego)
- Joachim Osiński (1999–2005)
- Katarzyna Żukrowska (2005–2008)
- Joachim Osiński (2008–2016)
- Wojciech Morawski (2016–2020)
- Piotr Błędowski (od 2020)

#### Prodziekani
- Andrzej Sławiński (1993–1996)
- Piotr Jeżowski (1996−1999)
- Katarzyna Żukrowska (1999–2005)
- Juliusz Gardawski (2005–2008)
- Sławomir Sztaba(inne języki) (2008-2016)
- Izabela Zawiślińska (2016)
- Marcin Krawczyk (od 2016)